# Nicolas Caussin
Nicolas Caussin (1583, Troyes - 2 de juliol de 1651, París) fou un religiós i teòleg francès. Membre de la Companyia de Jesús des del 1609, el 1637 fou presentat pel cardenal Richelieu al càrrec de confessor del rei Lluís XIII. Caigut en desgràcia poc després per causes desconegudes, fou desterrat a Quimper, a la Bretanya, on romangué fins al 1643, quan, després de morir Richelieu, tornà a París.
Deixà escrites diverses obres de temàtica religiosa en francès i en llatí:
- De eloquentia sacra et humana parallela (1619)
- Tragœdiae sacrae (1621)
- La journée Chrestienne (1633)
- La Cour saincte (1638)
- Traicté de la conduite spirituelle selon l'esprit de S. Francois de Sales (1643)
- Apologie pour les religieux de la Compagnie de Jésus, à la reine régente (1644)
- Réponse au libelle intitulé La Théologie morale des Jésuites (1644)
- Angelus pacis ad principes christianos (1650)